# Joe Haley
Joe Haley (eigentlich Joseph Brennan Haley; * 6. Oktober 1913 in Trail, British Columbia; † Mai 1997) war ein kanadischer Hochspringer.
1934 gewann er bei den British Empire Games in London Silber, 1936 wurde er Zwölfter bei den Olympischen Spielen in Berlin, und 1938 wurde er bei den British Empire Games in Sydney Sechster.
1934 und 1936 wurde er Kanadischer Meister. Seine persönliche Bestleistung von 1,94 m stellte er 1938 auf.